# Godago
Godago (em latim: Godagis) foi um nobre vândalo do século V. Era filho de Gentão e neto do rei Genserico (r. 428–477). Casou-se em data incerta com uma mulher de nome desconhecido e foi expulso com ela do Reino Vândalo por seu tio, o rei Hunerico (r. 477–484).